# Atergatis floridus
Atergatis floridus  (лат.) — вид краба из рода Atergatis. Ядовитый краб, обитающий в Индо-Тихоокеанском регионе, возле Юго-Восточной Азии.
Как и многие крабы из семейства Xanthidae, является ярко окрашенным и ядовитым. Он содержит токсины, которые не разрушаются при кулинарной обработке и для которых нет антидота. Эти вещества подобны тетродотоксину и сакситоксину у иглобрюхих, и выделяются бактерией из рода вибрионы, живущих в симбиозе с крабом, в основном это бактерии Vibrio alginolyticus и Vibrio parahaemolyticus.